# 全勇男
全 勇男（チョン・ヨンナム、朝鮮語: 전용남 ）は、朝鮮民主主義人民共和国の政治家。朝鮮労働党中央委員会委員、朝鮮半島の平和と自主統一のための北、南、海外の諸政党、団体、個別人士の連席会議北側準備委員会副委員長、金日成・金正日主義青年同盟第一書記、最高人民会議常任委員会委員などを歴任した。金正恩委員長からの信頼が厚い。

## 経歴
出生地や生年月日は不明。2012年3月に金日成社会主義青年同盟中央委員会第一書記に就任し、同年7月より青年同盟委員長に名称が変更された。同年9月には最高人民会議第12期代議員に補選され、最高人民会議常任委員会委員に選出された。同年11月に国家体育指導委員会委員に就任した。2016年5月9日に開催された朝鮮労働党第7次大会で朝鮮労働党中央委員会委員に選出された。同年7月に朝鮮半島の平和と自主統一のための北、南、海外の諸政党、団体、個別人士の連席会議北側準備委員会副委員長に就任した。同年8月29日に開催された金日成社会主義青年同盟第9回大会で、組織の名称が「金日成・金正日主義青年同盟」に改称され、同盟中央委員会第一書記に再選された。2017年11月7日に開催された青年同盟中央委員会第9期5次全員会議拡大会議で、中央委員会第一書記を解任された。2021年1月5日から開催された朝鮮労働党第8次大会で朝鮮労働党中央委員会委員から脱落した。

## 参考サイト
북한정보포털
| 先代李庸澈 | 金日成・金正日主義青年同盟中央委員会第一書記2012年 - 2017年 | 次代朴鉄民 |